# Demografie von Indonesien
Das Statistische Büro der Indonesischen Regierung gab die Bevölkerung im Jahr 2006 mit 222 Millionen Menschen an. Die Bevölkerung wird zum Stand 2024 auf 282 Millionen geschätzt Damit ist Indonesien die viertgrößte Nation und die größte muslimische Nation der Erde. Die Insel Java ist eines der am dichtesten bevölkerten Gebiete der Welt, mit mehr als 114 Millionen Menschen auf etwa der Fläche des US-Bundesstaates New York.
Indonesien umfasst zahllose verwandte, jedoch unterscheidbare kulturelle und sprachliche Gruppen; die meisten von ihnen sind Malaien. Seit der Unabhängigkeit ist Bahasa Indonesia die nationale Sprache, eine Form des Malaiischen, das sich über die gesamte Inselwelt verbreitete, und zur bevorzugten Sprache der Schrift, des Handels, der Wirtschaft, der Regierung und der Erziehung wurde. Viele lokale Sprachen jedoch haben weiterhin in vielen Gegenden große Bedeutung.

## Bevölkerungsdaten

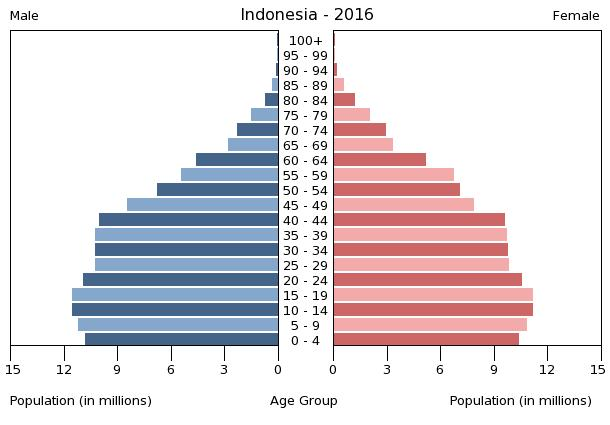
Bevölkerungspyramide Indonesiens 2016

Population: 255.993.674 (Juli 2015, hochgerechnet / geschätzt)
Altersstruktur:

0-14 Jahre: 25,82 % (männlich 33.651.533; weiblich 32.442.996)

15-24 Jahre: 17,07 % (männlich 22,238,735; weiblich 21.454.563)

25-64 Jahre: 42,31 % (männlich 55.196.144; weiblich 53.124.591)

65 Jahre und älter: 6,62 % (männlich 7.368.764; weiblich 9.579.379) (2015 geschätzt)
Wachstumsrate: 0,92 % (2015 geschätzt)
Geburtenrate: 16,72 Geburten je 1.000 Einwohner (2015 geschätzt)
Mortalitätsrate: 6,37 Tode je 1.000 Einwohner (2015 geschätzt)
Netto-Migrationsrate: −1,16 Migranten je 1.000 Einwohner (2015 geschätzt)
Geschlechterverteilung:

Geburt: 1,05 männlich/weiblich

unter 15 Jahren: 1,04 männlich/weiblich

 15-24 Jahre: 1,04 männlich/weiblich

 25-54 Jahre: 1,04 männlich/weiblich

55-64 Jahre: 0,85 männlich/weiblich

65 Jahre und älter: 0,77 männlich/weiblich

Gesamtbevölkerung: 1,00 männlich/weiblich (2015 geschätzt)
Kindersterblichkeitsrate: 24,29 Tode/1.000 Lebendgeburten (2015 geschätzt)
Lebenserwartung bei Geburt:

Gesamtbevölkerung: 72,45 Jahre

männlich: 69,85 Jahre

weiblich: 75,17 Jahre (2015 geschätzt)
Fruchtbarkeit: 2,15 geborene Kinder pro Frau (2015 geschätzt)
Nationalität:

Name: Indonesier

Adjektiv: indonesisch

## Ethnische Gruppen
Es gibt über 300 ethnische Gruppen in Indonesien. Viele ethnische Gruppen, besonders auf Kalimantan und Westneuguinea, haben nur einige hundert Mitglieder. Die meisten der lokalen Sprachen gehören zur austronesischen Sprachfamilie, jedoch spricht eine signifikante Anzahl Menschen, besonders auf Westneuguinea, Papuasprachen. Zusätzlich gibt es ungefähr fünf Millionen Indonesier mit chinesischer Herkunft, die verschiedene chinesische Dialekte sprechen, am häufigsten Kantonesisch und Min Nan.
Die Bevölkerungsrangreihenfolge der ethnischen Gruppen in Indonesien gemäß einer Erfassung im Jahr 2000 ist wie folgt:
Javaner 41,7 %, Sundanesen 15,4 %, Malaien 3,4 %, Maduresen 3,3 %, Bataker 3,0 %, Minangkabau 2,7 %, Betawi 2,5 %, Bugis 2,5 %, Bantenesen 2,1 %, Banjaresen 1,7 %, Balinesen 1,5 %, Sasak 1,3 %, Makassaren 1,0 %, Cireboner 0,9 %, indonesische Chinesen 0,9 %, andere 16,1 %
Die Regionen von Indonesien und einige ihrer traditionellen ethnischen Gruppen sind wie folgt:
- Java: Javaner, Sundanesen, Bantenesen, Betawi, Tenggeresen, Osing, Badui
- Madura: Maduresen
- Sumatra: Malaien, Bataker, Minangkabau, Acehnesen, Lampung, Kubu
- Kalimantan (Borneo): Dayak, Malaien, Banjaresen
- Sulawesi: Makassaren, Bugis, Mandar, Minahasan, Gorontalo, Toraja, Bajau
- Kleine Sundainseln: Balinesen, Sasak
- Molukken: Nuaulu, Manusela
- Westneuguinea: über 250 indigene Völker der Papua, zum Beispiel Dani, Asmat, Fayu, Bauzi, Amungme, Kamoro, Korowai

Zu berücksichtigen ist allerdings, dass es durch Binnenmigration, teils verstärkt und gewollt als indonesische Politik (Transmigrasi), signifikante Bevölkerungsgruppen gibt, die außerhalb ihrer angestammten Regionen leben.

## Religionen
Muslime 87 %, Protestanten 6 %, Katholiken 3 %, Hindus 2 %, Buddhisten 1 %, andere 1 % (2005).
Staatsreligion ist weiterhin offiziell die Pancasila, mit fünf Prinzipien:
- Göttliche Herrschaft
- Humanismus
- Nationale Einheit
- Demokratie
- Soziale Gerechtigkeit

Indonesien ist mit ca. 182 Millionen Muslimen (nach Stand 2005) die größte muslimische Nation der Erde, noch vor Pakistan, Indien und Bangladesch. Für 2024 sind ca. 260 Millionen Muslime anzunehmen, ausgehend von 288 Millionen Menschen und einer Islam-Quote von 90 Prozent.
Garantien der Religionsfreiheit werden staatlicherseits für fünf Religionen gegeben, vorrangig dem Islam, dem Protestantismus, dem Katholizismus, dem Hinduismus und dem Buddhismus. In einigen entlegenen Gegenden werden weiterhin ethnische Religionen praktiziert.

## Sprachen
Bahasa Indonesia (offizielle, modifizierte Form des Malaiischen), Englisch, Niederländisch, regionale Sprachen, die häufigste unter ihnen ist Javanisch.
Englisch ist die häufigste Fremdsprache, seit vielen Jahren nun vor der früheren Kolonialsprache Niederländisch. Eine Anzahl chinesischer Dialekte, vor allem Min Nan, werden ebenso gesprochen. Der öffentliche Gebrauch des Mandarin, besonders chinesischer Schriftzeichen, war zwischen 1966 und 1998 verboten.
Die indigenen Völker Westneuguineas sprechen über 250 verschiedene Sprachen (siehe Papua-Sprachen).

## Alphabetisierung
Definition: Ein Mensch mit 15 Jahren oder älter, der lesen und schreiben kann.

Gesamtbevölkerung: 87,9 %

männlich: 92,5 %

weiblich: 83,4 % (2005 est.)
Schulerziehung ist nicht kostenlos; sie ist jedoch für Kinder bis zum Alter von 9 Jahren verpflichtend. Obwohl 92 % aller Kinder zum Schulbesuch angemeldet sind, geht ein wesentlich kleinerer Anteil der Kinder vollzeitig in die Schule. Um die 44 % der Kinder in einem Alter für weiterführende Schulen gehen zur höheren (säkular) Schule; weitere Kinder dieses Alters gehen zu freiwilligem („vocational“) Schulbesuch (z. T. zu religiös gebundenen Schulen). Der Anteil der Kinder, die Konfessionsschulen besuchen, wird auf etwa 30 %
geschätzt. Pesantren sind meist kostenlos und werden von etwa 22 % besucht. Die restlichen 8 % verteilen sich auf katholische und evangelische Schulen im Land.